# Heritiera utilis
Heritiera utilis é uma espécie de angiospérmica da família Sterculiaceae, com nome popular de Niangon.
Pode ser encontrada somente na Floresta Tropical pluvial dos seguintes países:  Costa do Marfim, Gabão, Gana, Libéria e Serra Leoa.
É uma espécie de árvore da família Sterculiaceae, encontrada nas florestas da África Ocidental, na Libéria, Guiné, Serra Leoa e Costa do Marfim. É encontrada com certa frequencia como árvore dominante na Floresta Tropical pluvial da Libéria. Possui madeira de alta densidade e ótima qualidade e é muito explorada para exportação em toras.
(em inglês) Lovett, J. & Clarke, G.P. 1998. Cynometra. 2006 IUCN Red List of Threatened Species. Dados de 9 de Julho de 2007.
Está ameaçada por perda de habitat.